# 堀啓二郎
堀 啓二郎（ほり けいじろう、1945年5月16日 - ）は、日本の実業家、日商岩井株式会社（現・双日株式会社）元代表取締役専務執行役員・CFO、山九株式会社取締役。

## 人物・経歴
1945年5月16日生まれ。1968年3月、立教大学経済学部卒業。同年4月、岩井産業株式会社入社。同年10月、日商株式会社と岩井産業株式会社合併により日商岩井株式会社（現・双日株式会社）に商号変更。
1993年6月、同社機械経理部長、1995年10月、主計部長、1996年4月、物資経理部長兼務、1999年1月、同社関連事業部部長、同年6月、監査役（常勤）に就任。2001年6月、同社執行役員に就任、2002年4月、管理ユニットリーダー、同年6月、常務執行役員に就任。2003年4月、同社代表取締役専務執行役員に就任。
2015年6月、山九株式会社取締役に就任。